# Achille Devéria
Achille Jacques-Jean-Marie Devéria (Paris, 6 de fevereiro de 1800 — Paris, 23 de dezembro de 1857) foi um pintor e litógrafo francês.

## Obras artísticas
Em 1830 Devéria tornou-se um ilustrador de sucesso e publicou muitas litografias na forma de cadernos e álbuns (por exemplo, suas ilustrações para o Fausto de Goethe, 1828) e romances românticos. Ele também produziu muitas gravuras de conteúdos libertinos.

### Estilo
A experiência de Devéria na arte da vinheta e Mezzotint influenciou suas numerosas litografias, a maioria das quais foram emitidas por seu sogro, Charles-Etienne Motte (1785-1836). A maior parte de sua obra consistia em "cenas pseudo-históricas, piedosas, sentimentais ou eróticas". (Wright) Como raramente retratava temas trágicos ou graves, ele parece menos romântico do que muitos outros artistas da época.
Suas pinturas foram feitas principalmente com aquarelas. O poeta e crítico francês Charles Baudelaire referiu-se à sua série de retratos como mostrando "toda a moral e a estética da época".

### Assuntos
Devéria também era conhecido por fazer retratos de artistas e escritores, a quem entretinha em seu estúdio em Paris, na Rue de l'Ouest. A lista de seus assistentes inclui Alexandre Dumas , Prosper Mérimée, Sir Walter Scott, Jacques-Louis David, Alfred de Musset, Charles Augustin Sainte-Beuve, Honoré de Balzac, Théodore Géricault, Victor Hugo, Marie Dorval, Alphonse de Lamartine, Alfred de Vigny, Jane Stirling e Franz Liszt.

## Galeria

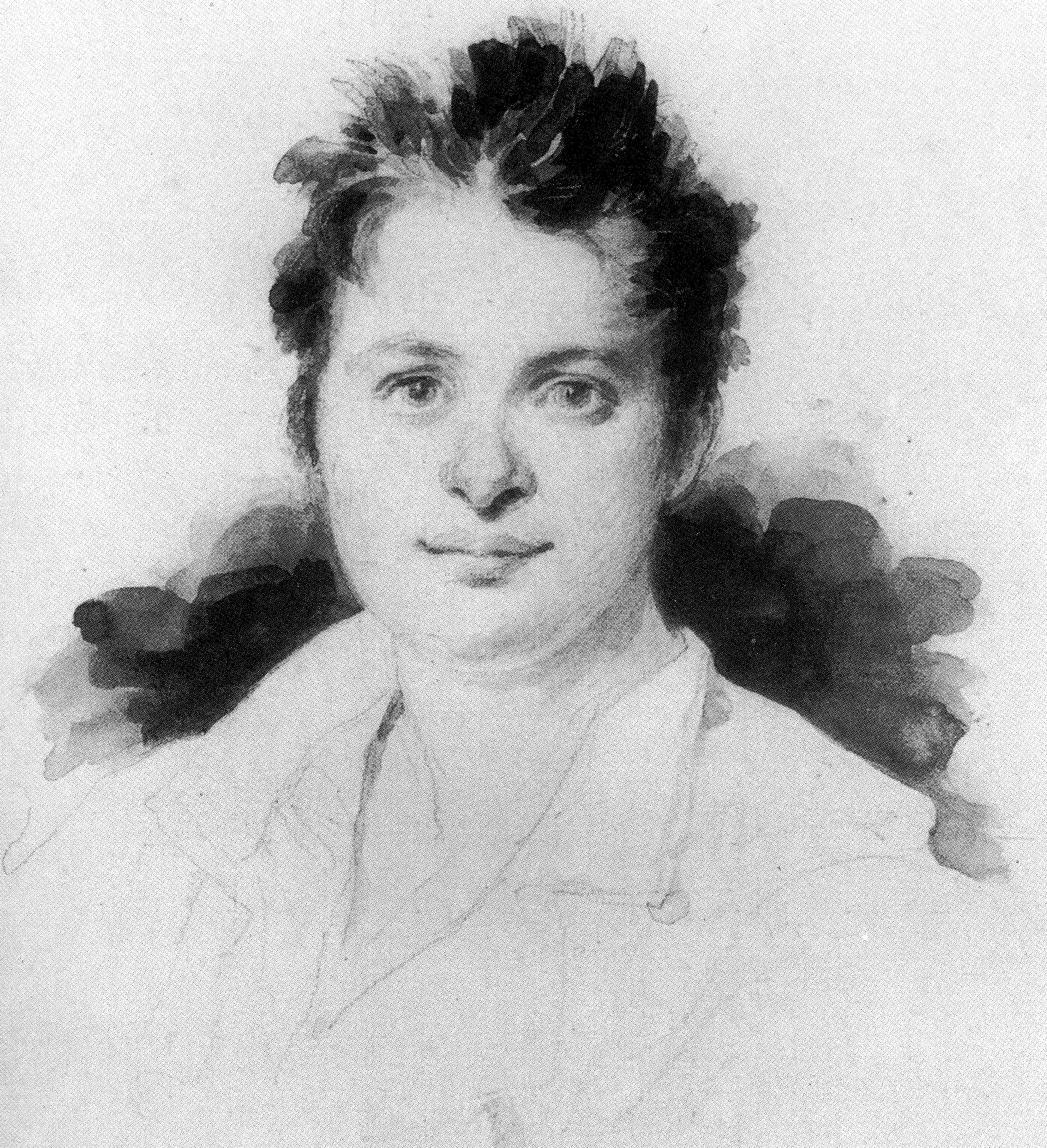
Honoré de Balzac, c. 1820
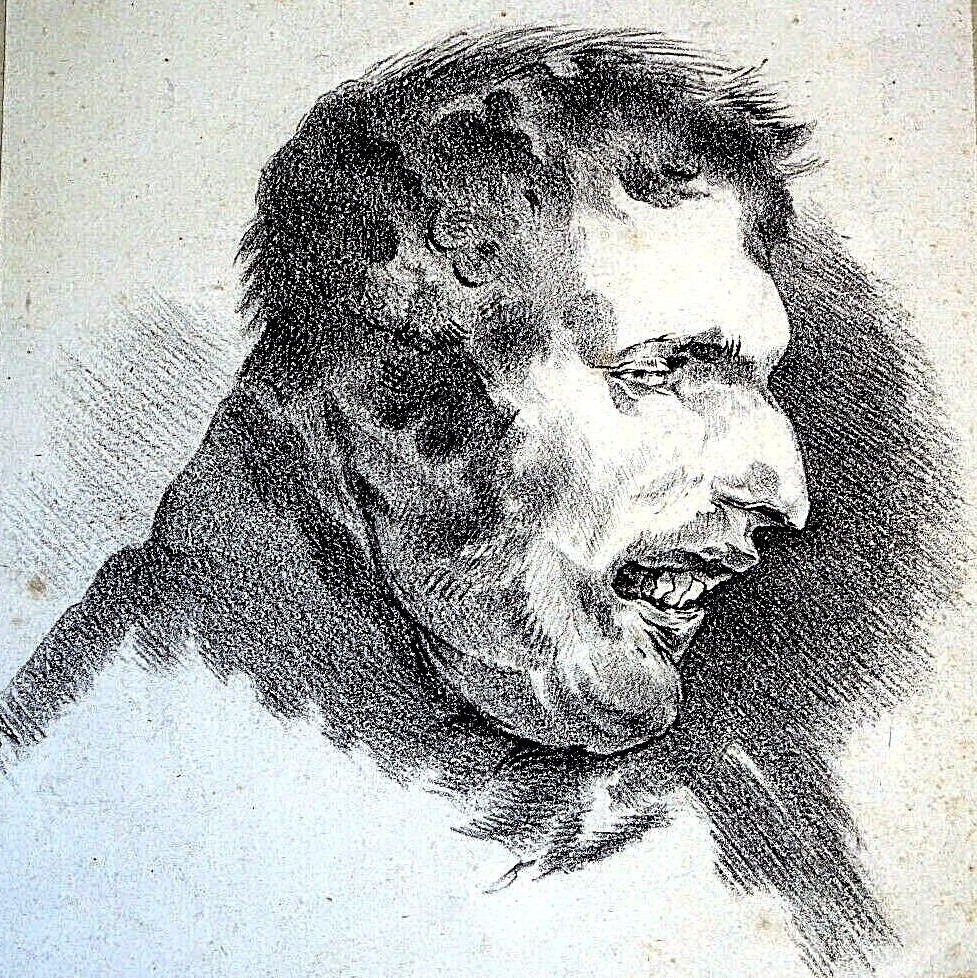
Uma caricatura de NT Charlet (depois de Théodore Géricault), por volta de 1825
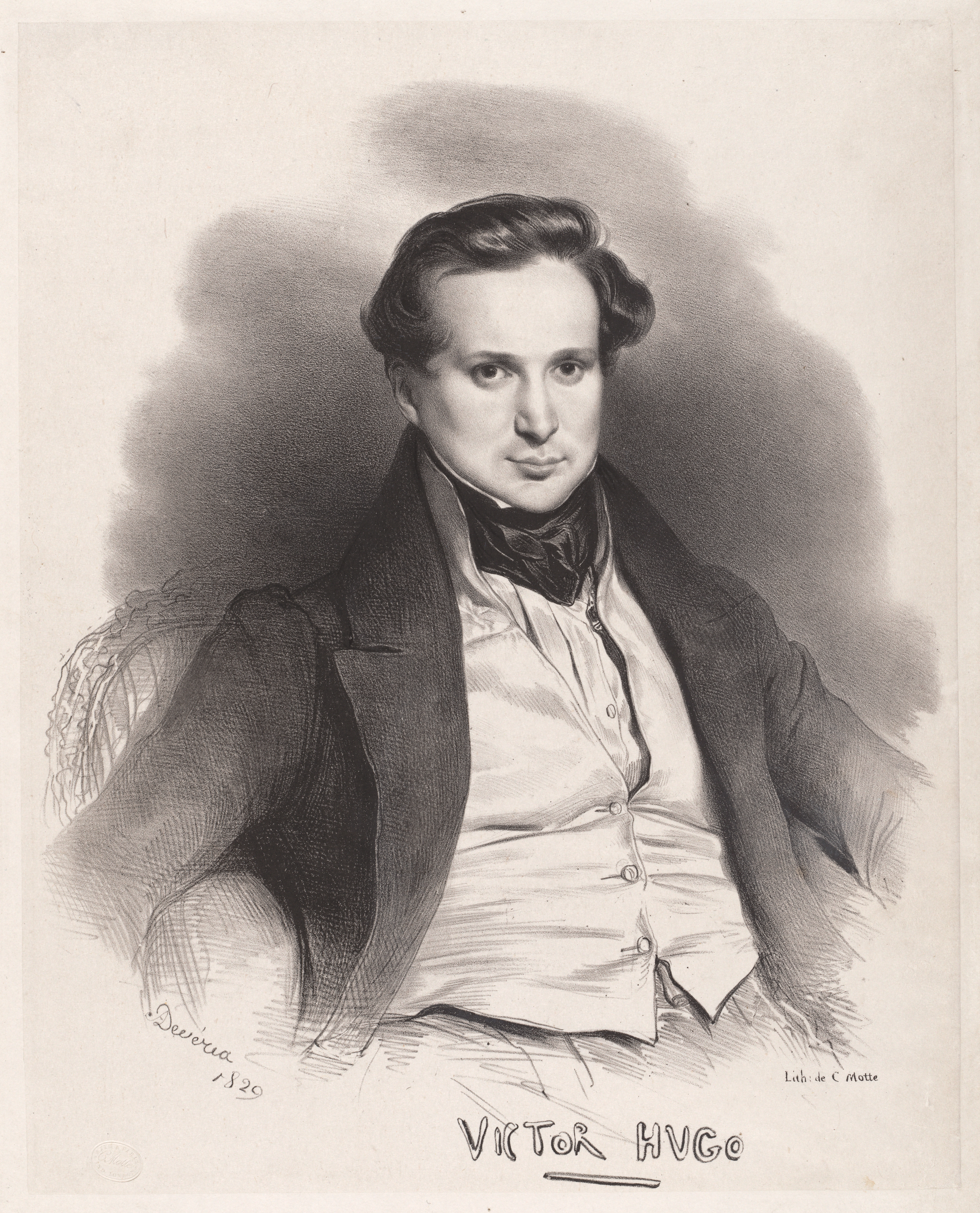
Victor Hugo em 1829, litografia na coleção da National Gallery of Art
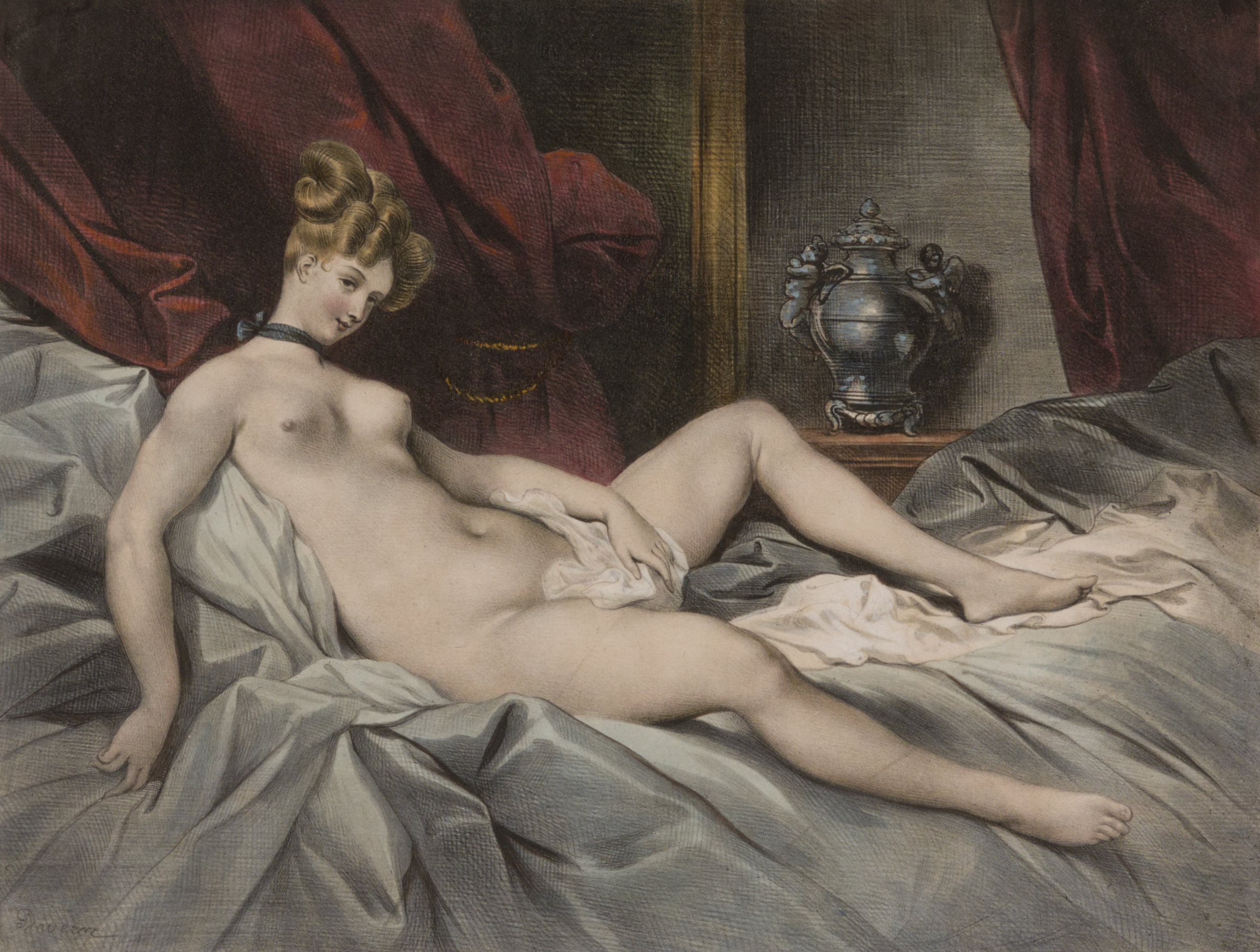
"Deitado nu com um jarro" Lamav akt kannuga
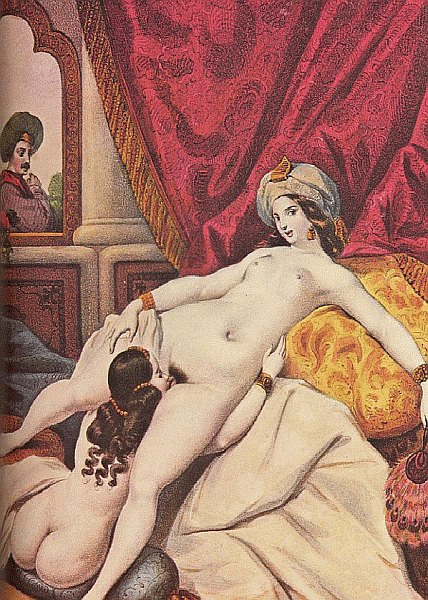
Uma representação orientalista de cunilíngua
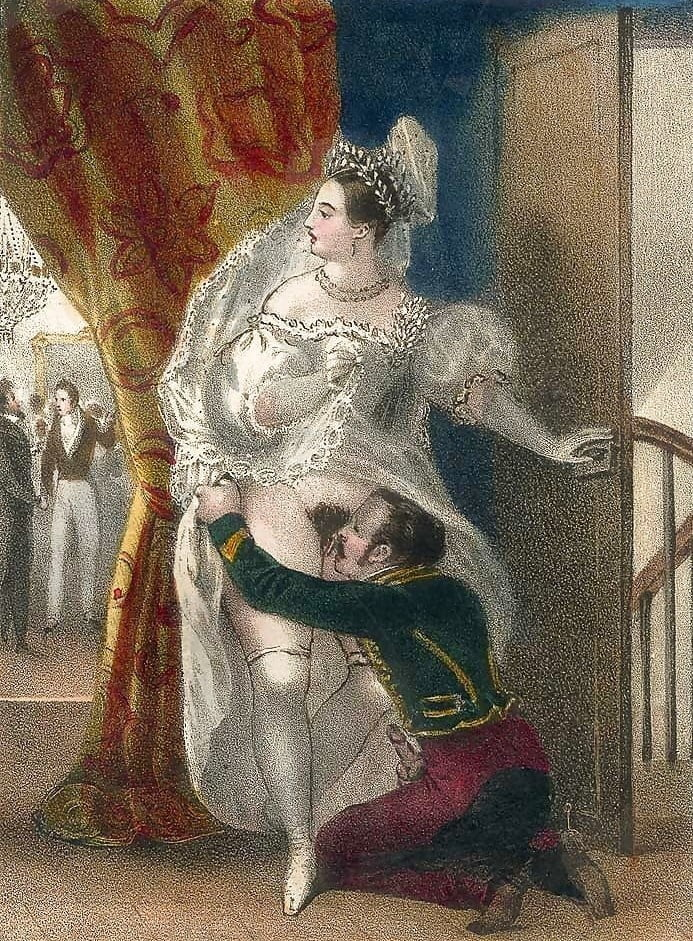
Uma aguarela libertina (depois ou atribuída a Achille Devéria)
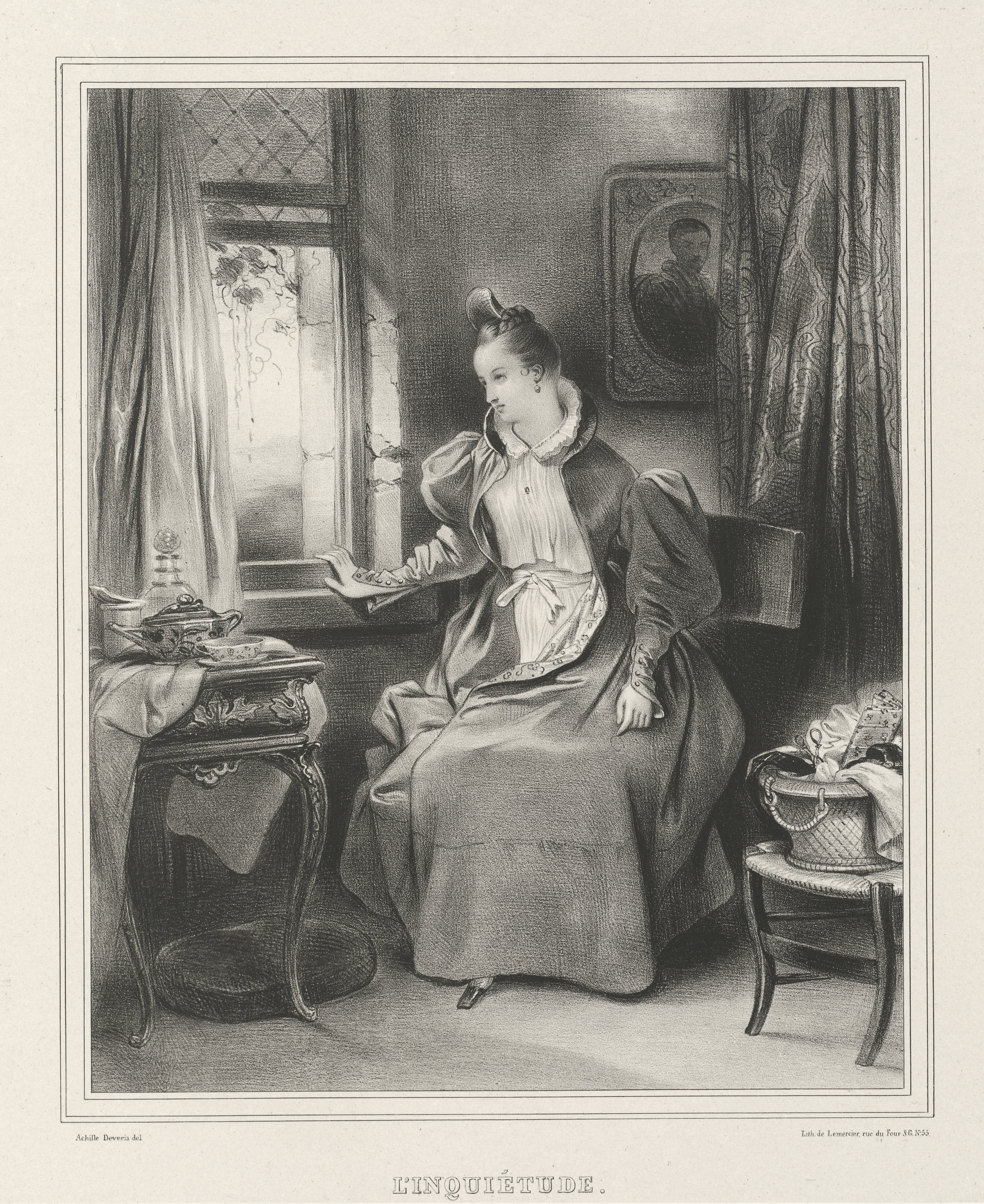
L'Inquietude (1829), litografia da coleção da National Gallery of Art
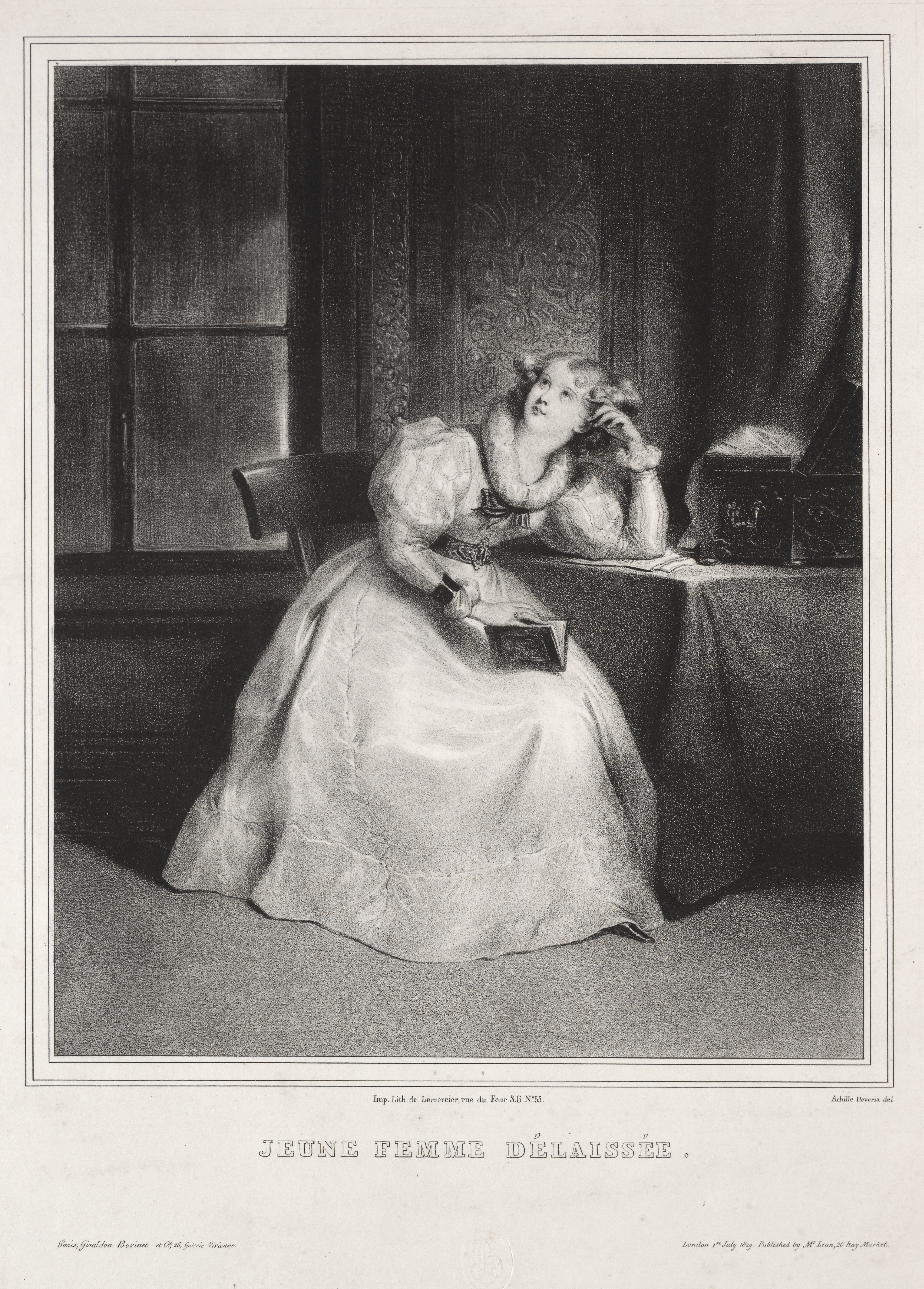
Devaneio
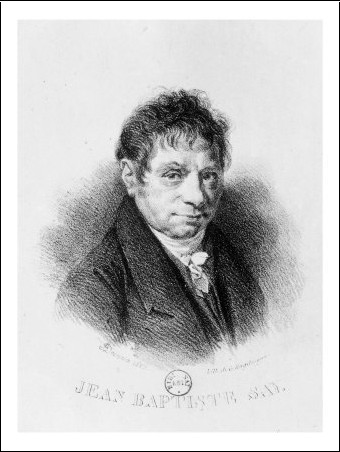
Retrato de Jean-Baptiste Say. Gravura de Godefroy Engelmann a partir de um desenho de Achille Devéria. Fonte: Os gravadores do século XIX: guia para o amador de gravuras modernas, tomo IX, p. 28
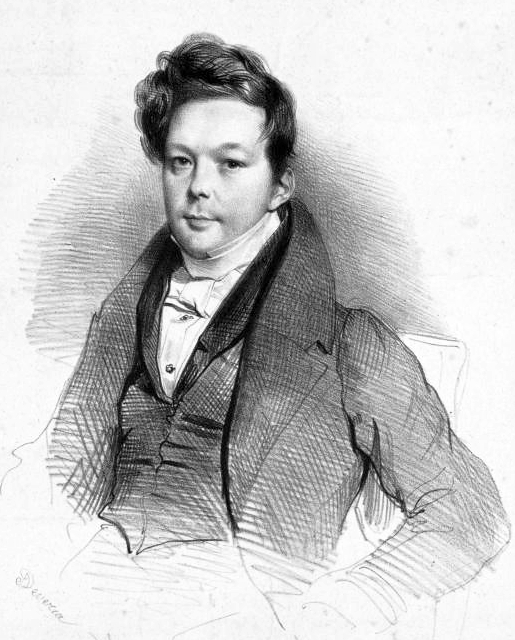
Compositor e compositor francês Auguste-Marie Panseron (1796-1859) de Achille Devéria (1800-1857).
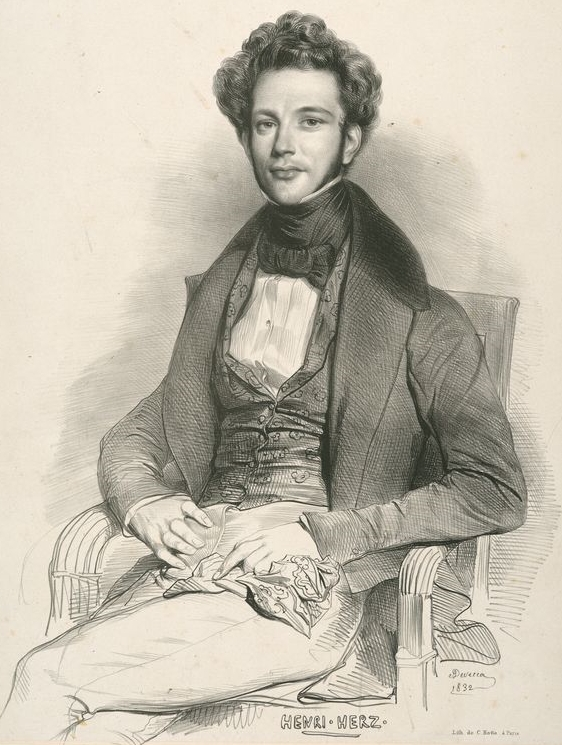
O pianista e compositor austríaco Henri Herz, 1832.
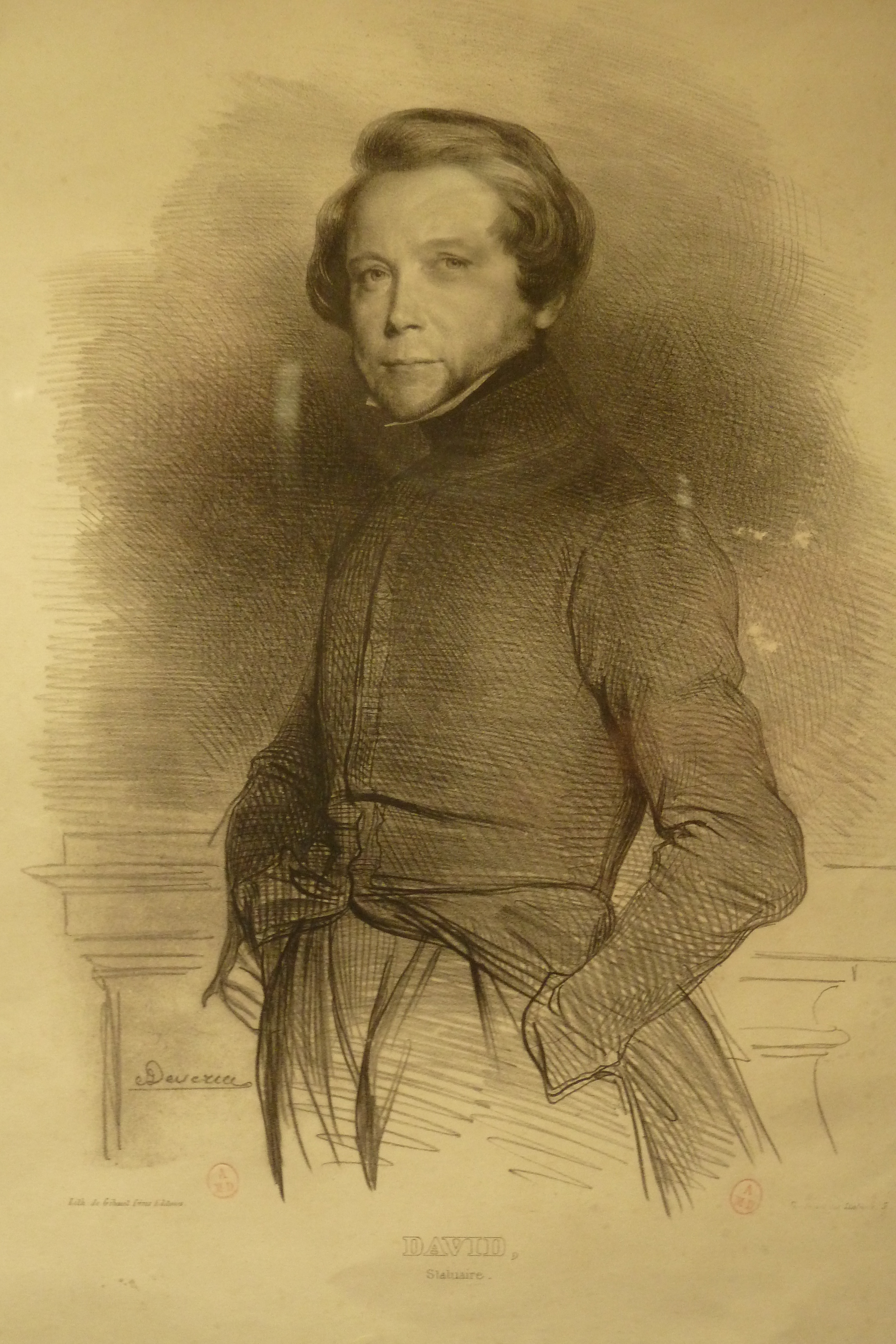
Pierre-Jean David d'Angers, 1838.
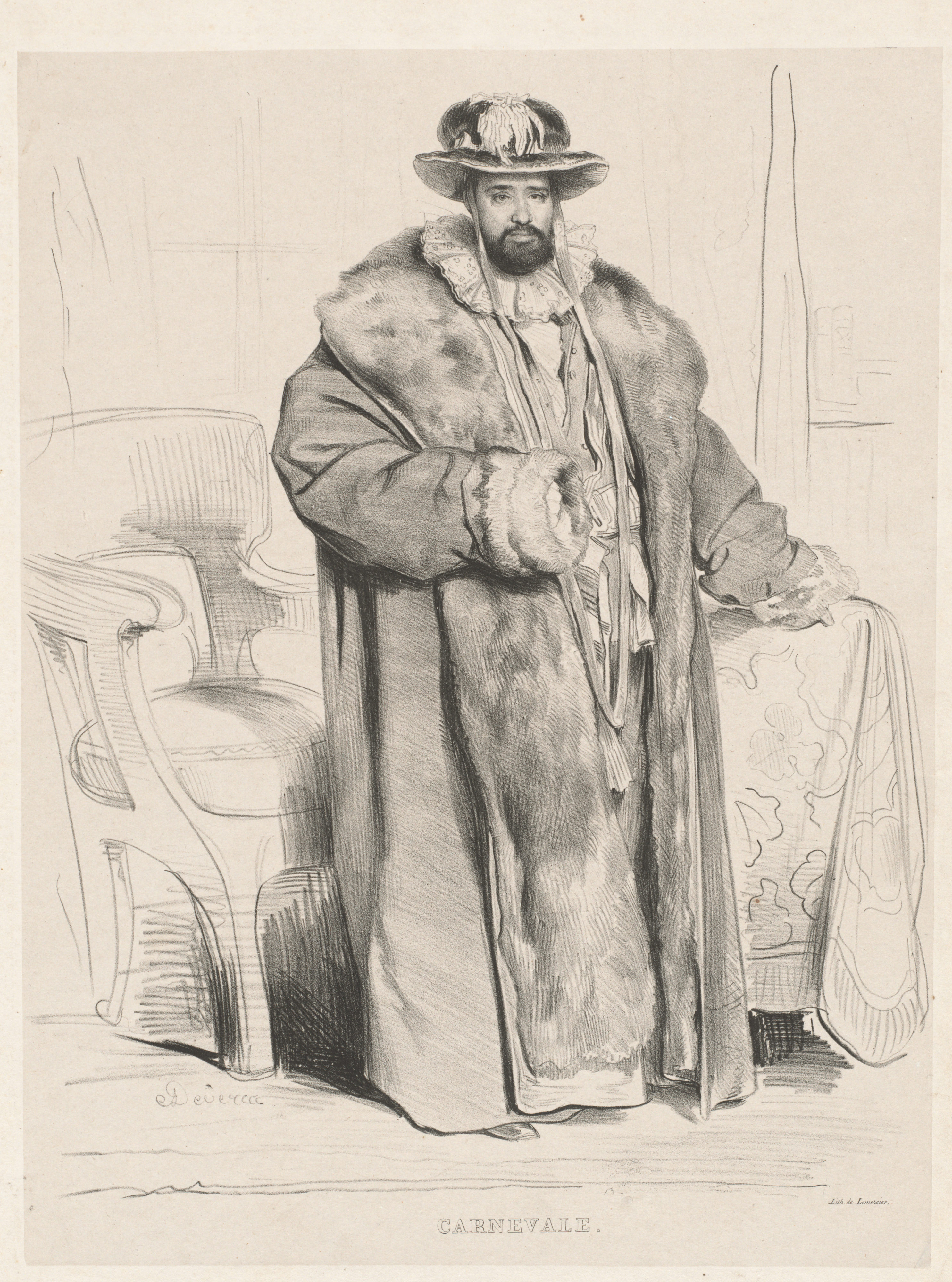
Carnaval
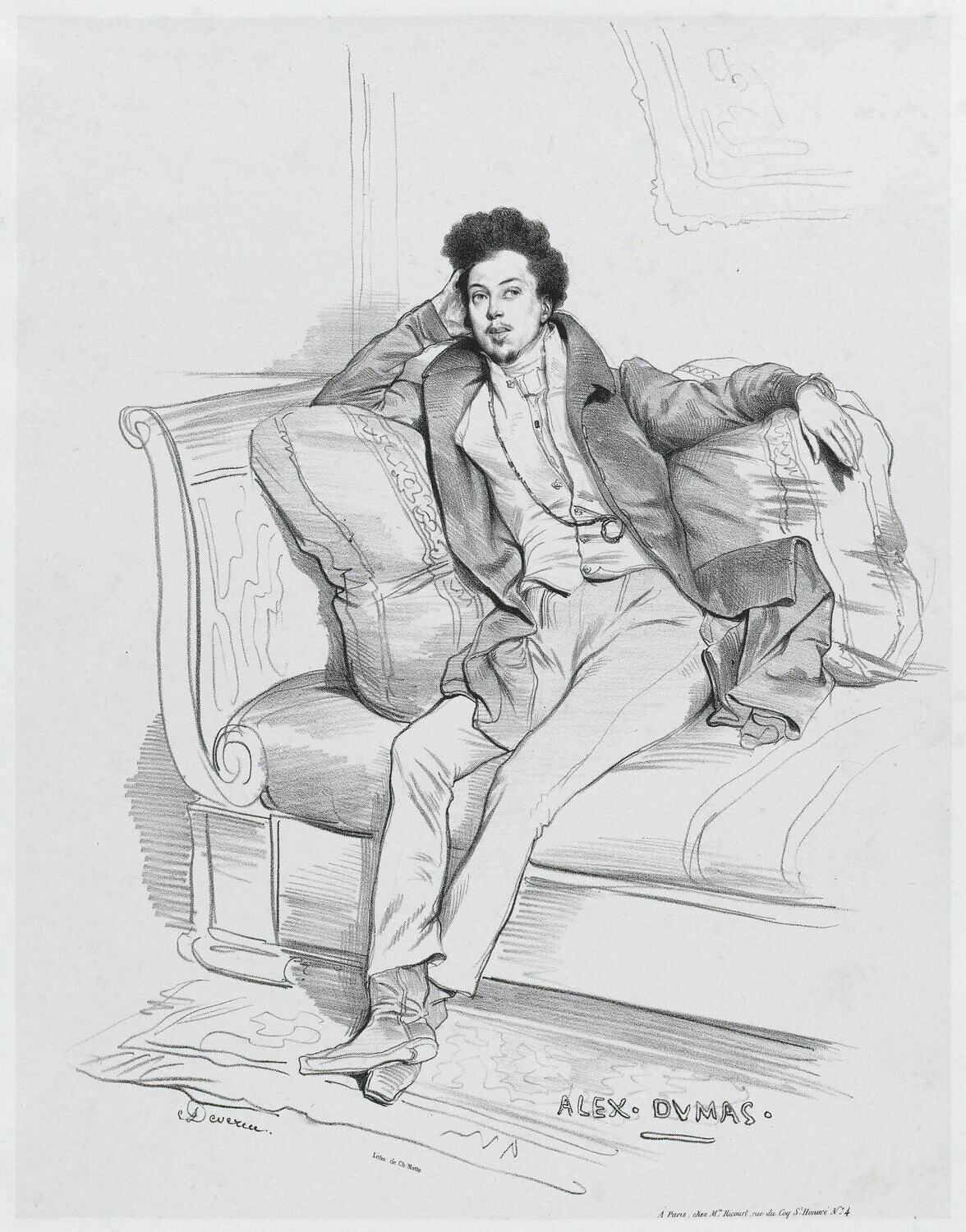
Alexandre Dumas, (1829).
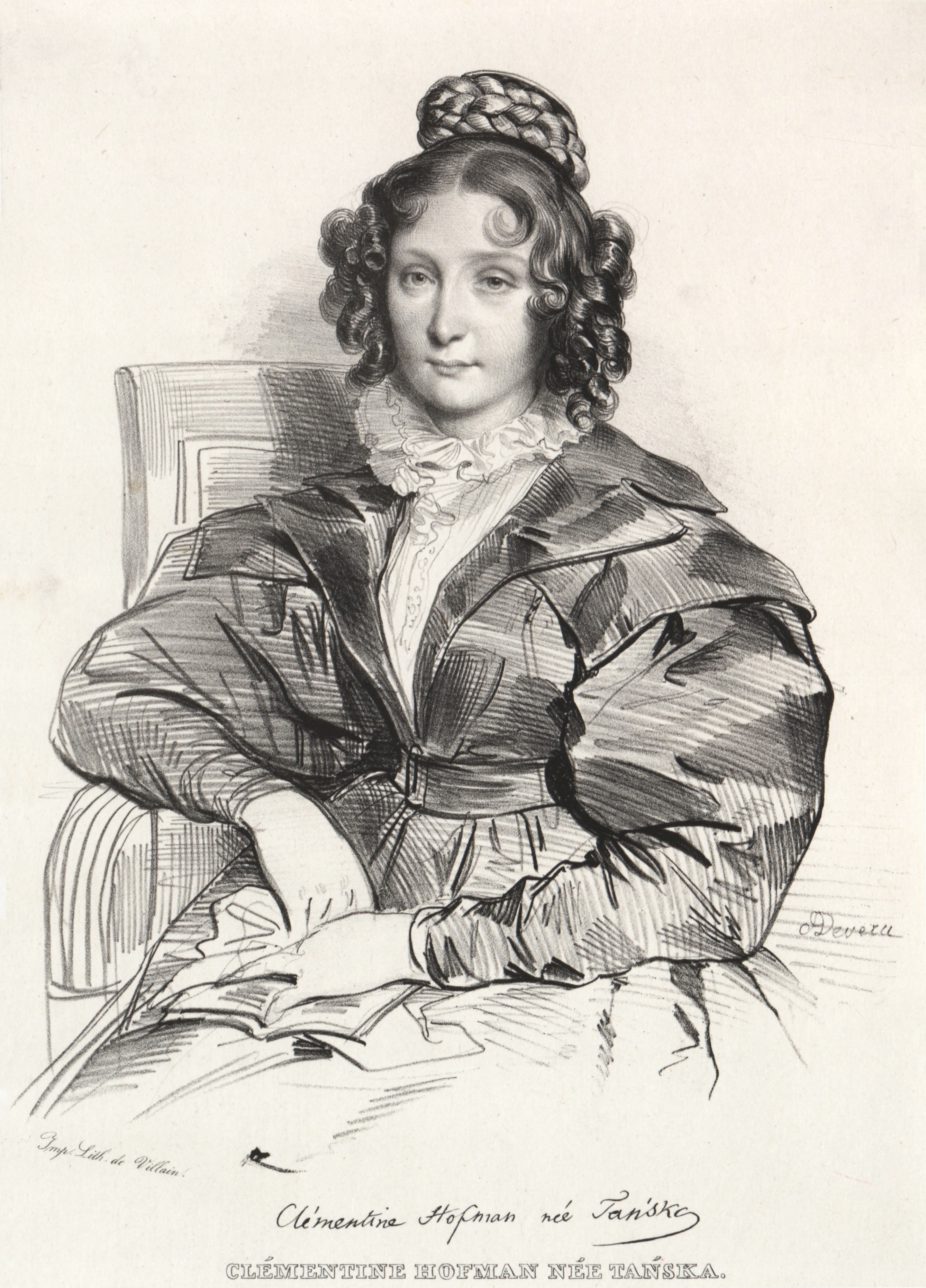
Klementyna Hoffmanowa: Uma litografia originalmente publicada em: Straszewicz J., The Poles and the Poles of the Revolution of 29 November 1830, Stuttgart [1832-1837].
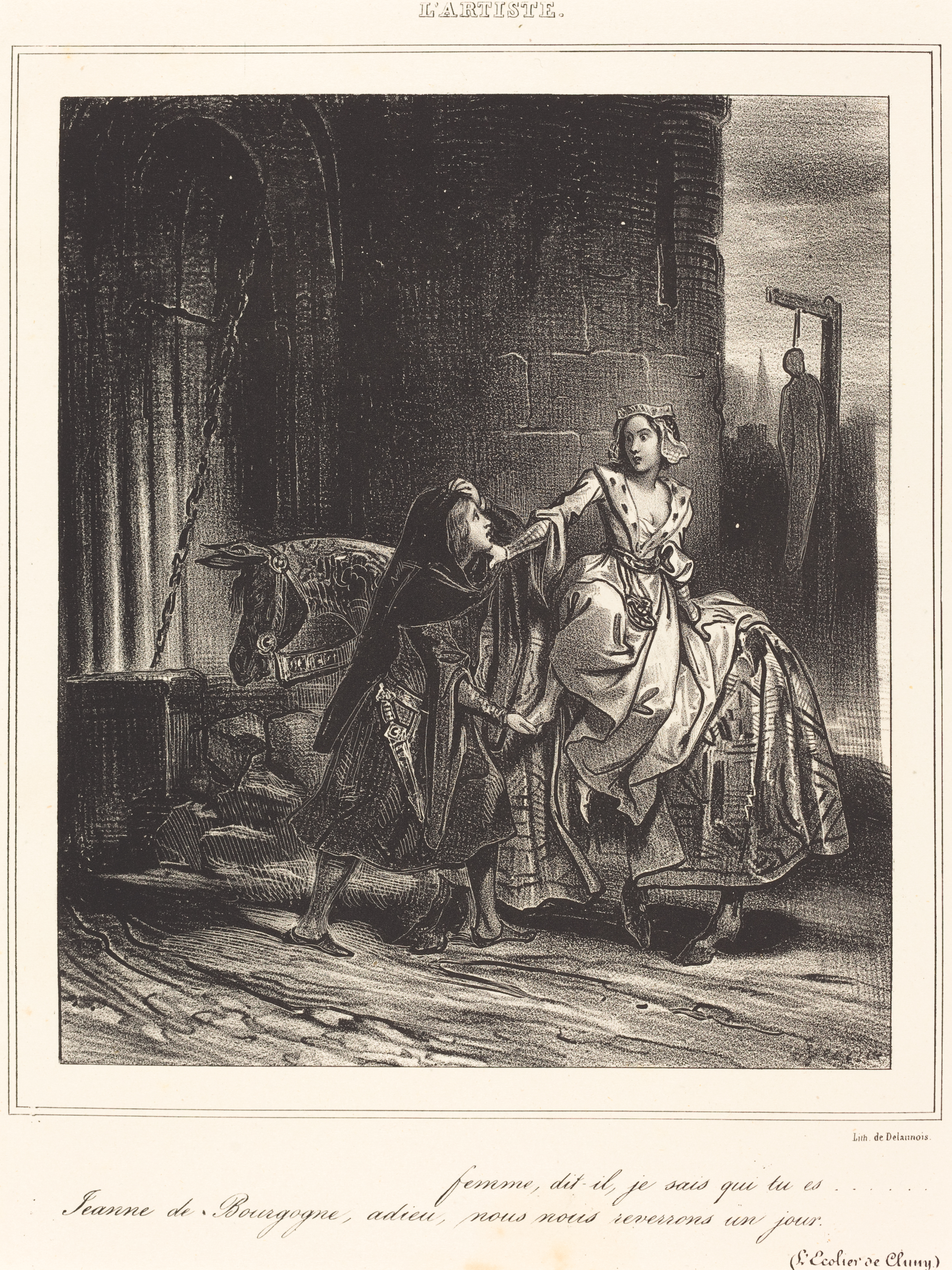
Joana da Borgonha